# Rodolfo Llinás
Rodolfo R. Llinás (Bogotà, 16 dicembre 1934) è un neuroscienziato colombiano.
Nel 2006 fu consegnato il discorso di apertura del 50 anni di Intelligenza Artificiale - Campus Multidisciplinare in Percezione e Intelligenza 2006 che celebrava i 50 anni dell intelligenza artificiale, cd.conferenza di Darmouth.

## Laurea Honoris Causa
- 1985: Università di Salamanca, Spagna.
- 1993: Università di Barcellona, Spagna.
- 1994: Università Nazionale, Colombia.
- 1997: Università Complutense di Madrid, Spagna.
- 1998: Universidad de los Andes, Bogotà, Colombia.
- 2005: Università di Toyama, Toyama, Giappone.
- 2006: Università di Pavia, Pavia, Italia.